# بازپرس (مجموعه تلویزیونی)
بازپرس سریالی با ژانر حقوقی-قضایی  به کارگردانی احمد معظمی، تهیه‌کنندگی محمدرضا شفیعی و نویسندگی حسین تراب‌نژاد می‌باشد که در سال ۱۴۰۲ از شبکه یک ایران پخش شد.

## خلاصه داستان
ماجرای این سریال دربارهٔ یک بازپرس به نام صدرا حسینی می‌باشد که در جریان یک قاچاق اقتصادی بزرگ قرارگرفته و به دنبال سرنخ‌ها این پرونده به یک آقازاده و یک تهیه‌کنندهٔ رانت‌خوار می‌رسد و چند ماجرا دیگر به دنبال این ماجرا اتفاق می‌افتد.

## بازیگران
- محسن قصابیان در نقش بازپرس صدرا حسینی
- فرهاد قائمیان در نقش بازپرس حامد سعادت و باجناق بازپرس صدرا حسینی
- محمدرضا شریفی نیا در نقش محمدرضا سوهانی مدیر عامل صندوق کاوش
- مهدی فخیم زاده در نقش هدایت مسلمی
- فریبا در نقش مهتاب خواهر مهدیه و همسر حامد سعادت
- اندیشه فولادوند در نقش فرزانه شادمان و همسر محمدرضا سوهانی
- سید جواد هاشمی در نقش دادستان حاج آقا حمیدی
- سوگل طهماسبی در نقش مهدیه همسر بازپرس صدرا حسینی
- فریبا متخصص در نقش همسر هدایت مسلمی
- محسن بهرامی در نقش سعید شباویز دوست ایوب امانی
- ایوب آقاخانی در نقش ایوب امانی
- اشکان تفنگ سازان در نقش ایمان خوش رزم
- آرین اویسی در نقش فرهاد معظمی داماد حامد سعادت
- ارشیا توکلی در نقش آرمان پسر فرزانه شادمان
- محمد خوشبخت در نقش حاجیلو
- محمدهادی دیباجی در نقش نوید
- کاظم هژیرآزاد در نقش موسی پیوسته دوست هدایت مسلمی
- شهین تسلیمی در نقش عطیه همسر موسی پیوسته
- پوراندخت مهیمن در نقش مادرزن بازپرس صدرا حسینی
- مجید پتکی در نقش سالار خان، قوام
- وحید حیدری در نقش حمیدرضا کریمی پسر عمو عباسعلی کریمی
- یاسمن معاوی در نقش مینا سعادت دختر حامد سعادت
- ستاره سادات قطبی در نقش منشی صدرا حسینی
- شهروز دل افکار در نقش مرتضی مسلمی
- نرگس موسوی زاده در نقش رویا مسلمی
- رضا مولایی در نقش عباسعلی کریمی
- بهاره گودرزی در نقش همسر عباسعلی کریمی
- آذین احرامی در نقش مدیر مدرسه
- سیامک راشدی درنقش دکتر حکمت